# Рождествено (Мордовия)
Рождествено — село, центр сельской администрации в Ичалковском районе. Население 1612 чел. (2002), в основном русские.
Расположено на р. Инсар, в 4 км от районного центра и 1 км от железнодорожной станции Оброчное. Название связано с названием церкви. В «Списке населённых мест Нижегородской губернии» (1859) Рождествено — село владельческое из 194 дворов (1664 чел.) Лукояновского уезда; в 1931 г. — 1554 чел. В 1929 году был создан колхоз «По заветам Ленина», с 1996 г. — СХПК «Рождественский». В современном селе — средняя школа, библиотека, медпункт, отделение связи, магазины; памятник первому председателю колхоза В. С. Махову. Уроженцы Рождествена — партийно-государственный деятель А. И. Березин, партийно-хозяйственные руководители Я. Г. Отряхин, Н. А. Уткин, хозяйственный руководитель Н. Н. Кокурин, рабочий А. М. Кокурин, заслуженный работник бытового обслуживания населения МАССР Г. Н. Кокурин, спортсмен К. А. Кокурин, заслуженный работник культуры МАССР Р. А. Кокурина, заслуженный рационализатор МАССР П. И. Митяев, заслуженные учителя школы МАССР Г. А. Афанасьева, Е. И. Дакина, Н. В. Отряхина и РСФСР Н. И. Захарьевская, кандидат педагогических наук И. В. Чумакова, художник А. П. Шадрин. В Рождествено-Баевскую сельскую администрацию входят с. Баево (692 чел.; родина заслуженного работника сельского хозяйства Республики Мордовия В. М. Санаева) и пос. станции Оброчное (1252 чел.).

## Население
| 2002 | 2010  |
| ---- | ----- |
| 1531 | ↘1465 |

Национальный состав
Согласно результатам переписи 2002 года, в национальной структуре населения русские составляли 79 %

## Источник
- Энциклопедия Мордовия. Т. 2: М—Я. — Саранск: Мордовское книжное издательство, 2004. — ISBN 5-900029-08-5